# 本村神社 (熊本市)
本村神社（もとむらじんじゃ）は、熊本県熊本市中央区大江本町にある神社である。

## 概要
日本で唯一、味噌に対する利益があるとされることから味噌天神（みそてんじん）と俗称される。

## 祭神
菅原道真公を祀るが、当初は御祖天神（みそてんじん）を祀ったものといい、味噌の守護神として知られる。

## 由来
和銅6年（713年）に疫病の平癒を祈願するために薬の神として御祖天神を祀った事に創まると伝え、その後天平13年（741年）に肥後国分寺が建立されると、その味噌蔵が当地へ建てられて味噌蔵の鎮守神とされ、ある年に国分寺の僧侶たちの食用の味噌が大量に腐った時に祈願をすると神のお告げがあり、それに従って笹の葉を味噌に刺すと美味な味噌に戻った事から、以来味噌の守護神として知られるようになったというが、神衣（みそ。神の着る衣装）を織る施設を起源とするとの説もある。後に菅原道真公を合祀した。
1945年（昭和20年）に戦災で焼失したが、日本全国の味噌業者の援助で社殿が再興され、復興した。

## 祭祀・信仰
例祭は近世まで9月25日であったが、明治の改暦で10月25日とされた。
戦前は境内の笹葉を味噌に入れると酸味が抑えられるとして、笹葉を授かりに参詣する者が多かった。

## 交通手段
- 熊本市電（熊本市交通局）：味噌天神前停留場下車。